# Wallfahrtskirche Maria Wolschart

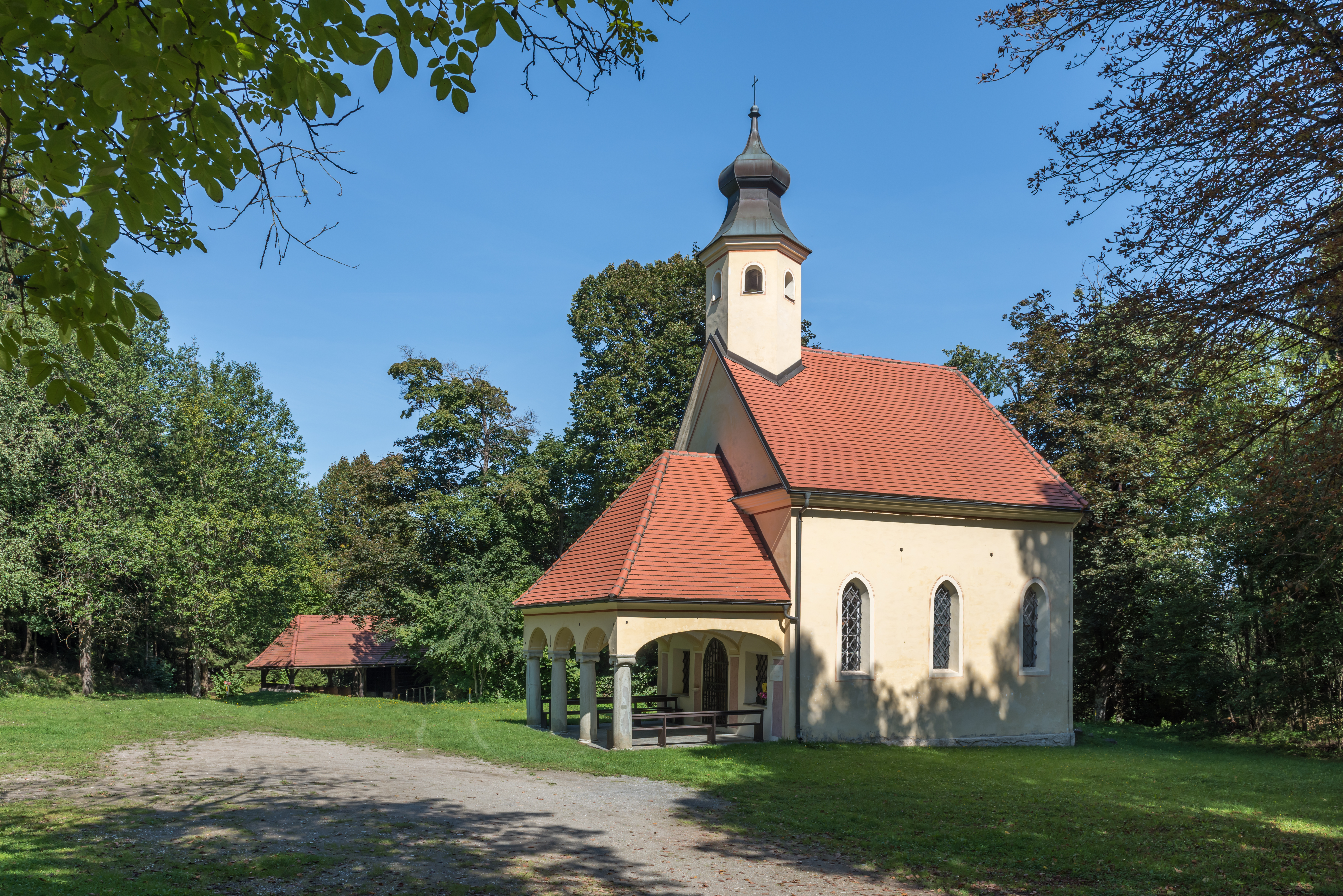
Wallfahrtskirche Maria Wolschart, links hinten die Kapelle

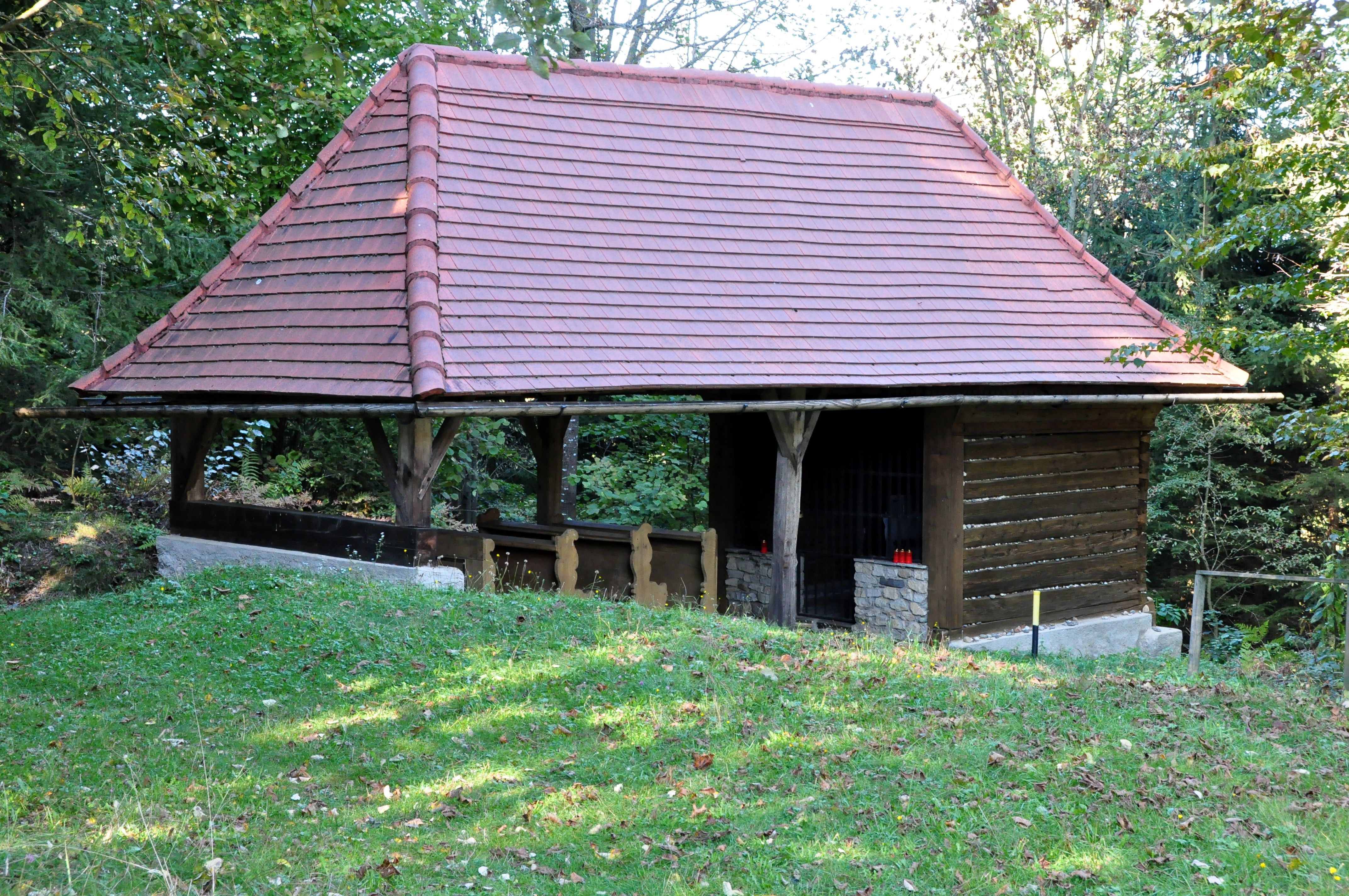
Holzkapelle in Wolschart

Die Wallfahrtskirche Maria Wolschart steht in der Einschicht Wolschart im Wolschartwald in der Gemeinde Sankt Georgen am Längsee im Bezirk Sankt Veit an der Glan in Kärnten. Die dem Patrozinium Maria Sieben Schmerzen unterstellte römisch-katholische Filial- und Wallfahrtskirche gehört zum Dekanat St. Veit an der Glan in der Diözese Gurk-Klagenfurt. Der Kirche und die Kapelle stehen unter Denkmalschutz (Listeneintrag).

## Geschichte
Anfänglich entstand die hölzerne Kapelle im 18. Jahrhundert mit einer Marienverehrung. Der massive Kirchenbau erfolgte 1843 mit dem Bauherrn Graf Gustav von Egger nach den Plänen des Architekten Andreas Wank.

## Wallfahrtskirche
Der Kirchenbau in gotisierenden Formen trägt einen sechsseitigen Dachreiter. Die Hauptfront zeigt einen Dreieckgiebel, ihr ist in Anlehnung an die Vorlaube der Holzkapelle eine dominierende dreiachsige Vorlaube auf ionischen Säulen vorgestellt. Der Dachreiter trägt eine barockisierende Zwiebelhaube.
Das Kircheninnere zeigt ein stichkappentonnengewölbtes Langhaus mit einem Fünfachtelschluss. Das Schmiedeeisengitter ist aus der Bauzeit. Über dem Altar befindet sich eine frühbarocke Figur Pietà.

## Kapelle Wolschart
Der Holzblockbau aus dem 18. Jahrhundert hat eine tiefe Vorlaube. Es gibt zahlreiche Votivbilder. 1994 wurde die Kapelle neu gedeckt.